# Bultensee
Der Bultensee ist ein Baggersee im zum Bremer Stadtteil Osterholz gehörenden Ortsteil Tenever, der als Badesee genutzt wird. Darüber hinaus wird er auch von Sportfischern genutzt.
Der See wurde 1969 im Zuge des Baus der Autobahn 27 ausgehoben und anschließend als einer von vier Sandentnahmestellen für den Autobahnbau zu einem Badesee umgestaltet. Er wird aus Grundwasser gespeist. Die Gewässergüte ist eutroph bis polytroph.
Am Nordufer des Sees befindet sich ein Strand mit grobkörnigem Sand. Der Badebereich wird von einer DLRG-Station überwacht. Außerhalb des Badebereichs ist das Ufer naturnah und wird von Gehölzen und teilweise einem Röhrichtgürtel gesäumt. Nach Westen wird der See durch einen schmalen Gehölzstreifen von der A 27 getrennt. Hier verläuft ein Weg und parallel zur Autobahn der Embser Mühlengraben. Im Osten verläuft am Rand des den See weitgehend umgebenen Gehölzsaums die Landesgrenze zu Niedersachsen.